# 洮南縣
洮南县，中国旧县名。
1913年由洮南府裁府改县，治所在双流镇（今吉林洮南市城区）。原属奉天省，1929年改隶遼寧省。1947年划属遼北省。1949年隶黑龙江省。1954年改属吉林省。1958年撤销，与白城县合并，设立洮安县。1987年洮安县撤销，改置洮南市（县级市）。 